# Zuzana Norisová
Zuzana Norisová (* 24. ledna 1979 Malacky) je slovenská herečka a zpěvačka, sestra herečky a zpěvačky Soni Norisové.
Do povědomí diváků se dostala díky hlavní roli Terezy ve filmu Rebelové. Stala se známou i díky rolím v několika muzikálech (Pomáda, Rebelové, Kleopatra, Tři mušketýři, Angelika) a seriálech (Strážce duší, Letiště, Soukromé pasti, Přešlapy, Dokonalý svět, Vinaři II, Milenky).
Dne 22. února 2013 se jí v Brně narodila dcera Júlia, jejímž otcem je slovenský herec Ondrej Kovaľ. V roce 2021 se jí narodila dcera Liliana.

## Filmografie
- 1998 Kovladov dar (TV film)
- 2001 Rebelové – Tereza
- 2001 Voľnomyšlienkár (TV film)
- 2001 O ztracené lásce (TV seriál)
- 2003 Strážce duší (TV seriál) – Katka Nelserová
- 2004 Milenci & Vrazi – Jana Rybářová
- 2005 3 plus 1 s Miroslavem Donutilem (TV seriál)
- 2006 Boží pole s. r. o. (TV film)
- 2006–2007 Letiště – letuška Petra Antlová
- 2008 Soukromé pasti (epizoda Jiná láska) – Daniela
- 2009 Přešlapy (TV seriál) – Radka
- 2009 Jánošík – Pravdivá historie
- 2010 Dokonalý svět (TV seriál)
- 2010 Nesmrtelní (TV seriál)
- 2012 Tak fajn
- 2013 Bella Mia
- 2014 Hodinový manžel
- 2014 Tři bratři
- 2014 Život a doba soudce A. K. (TV seriál)
- 2015 Vinaři II (TV seriál) – Monika
- 2018 Milenky (seriál)
- 2019 Můj příběh
- 2019 Šťastný nový rok
- 2019 Tvoje tvář má známý hlas
- 2019 Prázdniny (seriál)
- 2021 Prvok, Šampón, Tečka a Karel
- 2021 Šťastný nový rok 2: Dobro došli
- 2022 Stand up
- 2023 Cool Girl!

## Divadelní role
- 2011 Peter Stone, Rupert Holmes: Vražda za oponou, Niki Harris, Hudební divadlo Karlín, režie Antonín Procházka

## Diskografie
- 2000 – Soľ nad zlato – Rozprávky s Markízou – Forza Music[1][2]